# Straße der Verheißung
Straße der Verheißung ist ein deutsches Filmmelodram aus dem Jahre 1962 von Imo Moszkowicz mit Mario Adorf in der Hauptrolle als ein Mann zwischen zwei Frauen (Karin Baal und Johanna von Koczian).

## Handlung
Matrose Joe ist auf Landgang in Neapel und überlegt, welchen Vergnügen er nach einer langen Zeit auf hoher See nunmehr nachgehen soll. Er kommt zum Schluss, dass das Zufallsprinzip für ihn die Entscheidung treffen soll. Und so wirft er, an einer Weggabelung angekommen, eine Münze. Soll er nach rechts oder nach links gehen? Nun, die Münze entscheidet „nach links“, und die Entscheidung führt ihn direkt in eine neapolitanische Hafenkaschemme, die Paradiso-Bar. In diesem Etablissement lernt er die blonde Stripteasetänzerin Nina kennen und verliebt sich sogleich in sie. Beide kommen einander näher und heiraten schließlich. Es hätte alles perfekt sein können, wäre für Joe nicht stets die Frage offen geblieben: Was wäre geschehen, hätte die Münze die andere mögliche Entscheidung getroffen und er wäre den anderen Weg, den nach rechts, gegangen?
Die zweite Variante seiner Entscheidung zeigt Joes alternatives Leben; sein Weg führt in eine gänzlich unterschiedliche Richtung: Er gerät in die Fänge eines luxuriösen, schönen Geschöpfes namens Valentina. War der Weg zu ihr womöglich die titelgebende „Straße der Verheißung“? Die edle Schwarzhaarige hat jedenfalls definitiv mehr Klasse als die kleine Kaschemmentänzerin, ist aber auch eindeutig anstrengender und fordernder als die Andere. Valentina liebt Luxus und ist volle Aufmerksamkeit gewohnt. Sie lebt in einem Universum, in dem sich der einfältig-gutmütige Seemann nicht zurechtgefunden hätte. Insofern hatte Joe mit der ersten Wahl auch die richtige getroffen.

## Produktionsnotizen
Straße der Verheißung entstand zwischen dem 3. September und dem 5. Oktober 1962 in Neapel und Umgebung sowie in München (Studioaufnahmen im Carlton-Atelier). Die Uraufführung erfolgte am 13. November 1962 im Münchner Stachus-Palast. Die deutsche Fernseherstausstrahlung fand am 29. Juni 1968 in der ARD statt.
Die Filmbauten entwarf Wolf Englert, Bruno Monden übernahm deren Ausführung.

## Kritiken
„Beide Möglichkeiten zeigt der Film, deckt jedoch nicht die Karten auf, was er eigentlich bezweckt. Will er unsere Schicksalsabhängigkeit demonstrieren? Dann hat er sich die Lösung in beiden Fällen zu leicht gemacht. Wenn er lediglich eine Studie von Menschen im Alltag geben wollte, fand er für die einfache Fabel nicht den rechten dramaturgischen Unterbau. Dennoch fesselt die Inszenierung von Imo Moszkowicz durch den hochbrisanten schauspielerischen Alleingang Mario Adorfs. Seine Partnerinnen Karin Baal und Johanna von Koczian sind gut kontrastiert. Bemerkenswert die Kamera (Klaus von Rautenfeld) und wieder die Musik (Martin Böttcher).“

In Filme 1962/64 ist Folgendes zu lesen: „Die zweispurig verflochtene Handlung dient doppelt anrüchigen Entgleisungen.“
Der Evangelische Film-Beobachter hält überhaupt nichts von dem Werk: „Primitiver, langweiliger deutscher Pseudoproblemfilm.“